# Ryo Nishiguchi
Ryo Nishiguchi (西口 諒 Nishiguchi Ryo?), född 4 november 1990 i Shiga prefektur, är en japansk fotbollsspelare.
Nishiguchi började sin karriär 2013 i AC Nagano Parceiro. Han spelade 115 ligamatcher för klubben.